# Horohove, Kroleveț
Horohove (în ucraineană Горохове) este un sat în comuna Mutîn din raionul Kroleveț, regiunea Sumî, Ucraina.

## Demografie
Componența lingvistică a localității Horohove
     Ucraineană (100%)
Conform recensământului din 2001, toată populația localității Horohove era vorbitoare de ucraineană (100%).